# Око за око (фильм, 2010)
«Око за око» — белорусско-российский художественный фильм Геннадия Полоки по повести Бориса Лавренёва «Седьмой спутник». Последняя работа режиссёра.

## Сюжет
1918 год. Генерал-майор, профессор военно-юридической академии Евгений Адамов, потерявший на войне сына и похоронивший жену, приезжает из Петрограда в маленький город близ Белоруссии. В контексте общей революционной суматохи следует объявление о начале политики красного террора — «не око за око, а тысячу глаз за один». Адамову сложно сформулировать своё отношение к текущему положению, но как юрист, он знает, что не бывает законной власти, что только власть может узаконить происходящее.

## В ролях
| Актёр                  | Роль                                                          |
| ---------------------- | ------------------------------------------------------------- |
| Михаил Пахоменко       | профессор военно-юридической академии Евгений Петрович Адамов |
| Владимир Гостюхин      | комендант Кухтин                                              |
| Эрнст Романов          | член Государственного Совета Потоцкий                         |
| Александр Голобородько | полковник Ельдавский                                          |
| Александр Семчев       | тайный советник Мелешко-Гутман                                |
| Геннадий Гарбук        | часовой                                                       |
| Валентин Буров         | налётчик Турка                                                |
| Владимир Стержаков     | фельдшер                                                      |
| Любовь Малиновская     | нянька Пелагея                                                |
| Иван Мацкевич          | прапорщик Ярохно                                              |
| Максим Костромыкин     | красноармеец Кимка Макушонок                                  |
| Ростислав Янковский    | Приклонский                                                   |
| Иван Бортник           | председатель трибунала Бадунов                                |
| Андрей Дударенко       | Ясинский                                                      |
| Олег Коц               | трибуналец                                                    |
| Александр Ефремов      | белогвардейский доктор                                        |
| Борис Соколов          | Бермондт-Авалов                                               |
| Любовь Румянцева       | жена арестованного                                            |
| Александр Беспалый     | эпизод                                                        |
| Борис Бланк            | эпизод                                                        |

## Создание
«В советское время, от которого я достаточно пострадал, было нормой клеймить белых, сегодня клеймят красных. В новой картине я хочу показать, что по обе стороны баррикад были приличные люди. Со своим нравственным кодексом».
Геннадий Полока начал знакомиться с творчеством Лавренёва с молодости, после просмотра немой экранизации «Сорок первого». В текстах этого писателя юношу удивило сочувствие обеим сторонам конфликта, не встречающееся у других литераторов. Впоследствии Театр Советской армии пригласил Полоку на роль украинского полковника в постановку пьесы «Разлом». Под предлогом этого актёр позвонил Лавренёву, который рассказал о своём опыте участия в войне на обеих конфликтующих сторонах и о настроениях того времени. Эта тематика казалась юноше особенно актуальной на фоне проявления в тогдашнем советском обществе признаков социального противостояния.
Став режиссёром, Полока написал сценарий для экранизации лавренёвской повести «Седьмой спутник», но чиновники «Ленфильма» не пожелали работать с темой Красного террора. Тогда молодой режиссёр донёс свою просьбу до заведовавшего всем советским кинематографом Владимира Баскакова, который предоставил резолюцию на производство. Однако студия назначила режиссёрами дуэт Аронова и Германа; по свидетельству Полоки, причиной замены стало вмешательство Юрия Германа, желавшего предоставить сыну материал для дипломной работы. Вышедший в итоге фильм Полока считал неудачным, не соответствующим трагикомичному духу книги.
Съёмки начались в конце 2006 года. Работа над фильмом шла тяжело, с трёхлетним простоем по причинам разорения инвестора и появления анонимного доноса о якобы антибелорусском характере фильма. Предоставленные государством средства были изъяты и потрачены на другую ленту, вернуть их удалось только путём обращения к Александру Лукашенко. На съёмках из группы брестчан сформировалась команда массовки, которая потом снималась в лентах «Брестская крепость» и «Высоцкий. Спасибо, что живой».
Премьера фильма состоялась 30 сентября 2010 года в минском кинотеатре «Центральный». В российский прокат фильм не вышел, по мнению Полоки, в этом не были заинтересованы американские владельцы российских прокатных компаний.

## Реакция
Арсений Замостьянов называет фильм «решительной экранизацией», «антиштампом», указывая, что режиссёру удалось проникнуть в дух эпохи без желания очернить одну из сторон войны. Акцент сделан на передаче трагикомичности суматохи смуты, на любви к офицерству. Критик Константин Баканов услышал в ленте голос из прошлого, из эпохи Оттепели, «когда можно было кое-что, но далеко не все», дополненный философией князя Мышкина, когда благородная идея ставится выше принципов и деталей, — что очень редко встречается в современной киноиндустрии.

## Награды и номинации
| Награды и номинации фильма                                                                            | Награды и номинации фильма        | Награды и номинации фильма | Награды и номинации фильма | Награды и номинации фильма |
| Премия                                                                                                | Категория                         | Имя                        | Источник                   |                            |
| --- | --------------------------------- | -------------------------- | -------------------------- | -------------------------- |
| Кинофестиваль актёров кино «Созвездие»                                                                | За исполнение главной роли        | Михаил Пахоменко           | [ 8 ]                      |                            |
| Международный кинофестиваль военно-патриотического фильма имени С. Ф.Бондарчука «Волоколамский рубеж» | За лучшую режиссуру               | Геннадий Полока            | [ 9 ]                      |                            |
| Международный кинофестиваль военно-патриотического фильма имени С. Ф.Бондарчука «Волоколамский рубеж» | За вклад в развитие кинематографа | Геннадий Полока            | [ 10 ]                     |                            |